# François Lureau
François Lureau est un ingénieur en chef de l´armement né le 12 octobre 1944  à Civray (Vienne).
Nommé délégué général pour l'armement en Conseil des ministres du 18 février 2004, il est remplacé à ce poste par Laurent Collet-Billon en Conseil des ministres du 28 juillet 2008.

## Biographie
François Lureau est diplômé de l'École polytechnique (X1963). À la sortie, il choisit le corps de l'armement et suit en école d'application l'École nationale supérieure de l'aéronautique et de l'espace. Il est aussi titulaire d'une maîtrise de sciences économiques et d'un Ph.D de l'Université Stanford en Californie.
François Lureau entre en activité à la Délégation générale pour l'Armement en 1968 ; il devient le premier directeur du programme d'hélicoptère de combat franco-allemand Tigre de 1975 à 1981. 
Il rejoint ensuite l'industrie où il effectuera une large part de sa carrière.
De 1983 à 1990, il occupe successivement le poste de directeur général des sociétés OMERA, SOCRAT qu'il regroupe ensuite au sein de TRT (Philips) pour former une activité consacrée aux communications aéronautiques. 
En 1990, il rejoint Thomson-TRT Défense comme directeur général adjoint, puis dirige la division « communications, navigation, identification » et ensuite la division « systèmes défense et contrôle » de Thomson-CSF. 
En 1996, il devient directeur général de Thomson-CSF Airsys qui regroupe les activités de défense aérienne, de missiles sol-air et de contrôle du trafic aérien de Thomson-CSF. 
En 2000, il est nommé directeur général du pôle aéronautique Thales et il est également président-directeur général de Thales Avionics (précédemment Thomson-CSF Sextant) depuis octobre 1998. 
À partir du 1er janvier 2004, François Lureau était directeur général « opérations » de Thales, après avoir été directeur général chargé du pôle défense du groupe depuis le 1er juillet 2002.
Il est auditeur de l'Institut des hautes études de défense nationale de 1990 à 1991. Il est par ailleurs administrateur de l'Association des anciens élèves de l'École polytechnique (1995-2002) et membre du conseil d'administration de l'École polytechnique (2004-2013).
Depuis 2011, il est administrateur de l'association Ingénieurs et scientifiques de France, chargé d'animer le groupe de travail « Structure professionnelle des ingénieurs », dont l'objectif est d'« entamer une consultation nationale et un processus législatif permettant d’aboutir à la création par les pouvoirs publics d’une structure officielle pour la communauté des ingénieurs et scientifiques », en raison de « sollicitations croissantes des pouvoirs publics sur une série de problèmes liés à l'exercice de la profession : protection de la clientèle, normes, politique de sécurité, accompagnement de la formation tout au long de la vie », selon la proposition 38 du Livre Blanc des ingénieurs et scientifiques de France.

## Distinctions
- Commandeur de la Légion d'honneur (13 juillet 2010)[2]
- Officier de la Légion d'honneur (22 avril 2005)[3]
- Chevalier de l'ordre national du Mérite[4]

## Pour approfondir